# Публий Корнелий Сципион Назика Серапион (консул 138 года до н. э.)
Пу́блий Корне́лий Сципио́н На́зика Серапио́н (лат. Publius Cornelius Scipiō Nasica Serapiō) (182/181—132 гг. до н. э.) — древнеримский военачальник и политический деятель из патрицианского рода Корнелиев, великий понтифик в 141—132 годах до н. э., консул 138 года до н. э. Участвовал в Третьей Пунической войне, позже потерпел поражение при соискании должности эдила, но всё же продолжил карьеру и достиг консулата. После смерти отца был избран верховным понтификом (стал первым, кого избрали на этот пост заочно). Во время консульства конфликтовал с народными трибунами из-за цен на хлеб и воинского набора. Уже в эти годы он стал одним из самых влиятельных сенаторов и приобрёл репутацию врага плебса.
В 133 году до н. э. Публий Корнелий выступил против реформ своего двоюродного брата Тиберия Семпрония Гракха. Он стал инициатором бессудной расправы над Тиберием, но после этого ему пришлось удалиться в фактическое изгнание. Назика умер в 132 году до н. э. на Востоке, близ Пергама.

## Биография

### Происхождение
Публий Корнелий принадлежал к одному из самых знатных и разветвлённых патрицианских родов Рима — Корнелиям. Когномен Сципион (Scipio) античные писатели считали происшедшим от слова посох: «Корнелий, который [своего] тёзку — отца, лишённого зрения, направлял вместо посоха, был прозван Сципионом и передал это имя потомкам». Самого раннего носителя этого когномена звали Публий Корнелий Сципион Малугинский; отсюда делается предположение, что Корнелии Сципионы были ветвью Корнелиев Малугинских.
Основателем ветви Сципионов Назик стал дед Публия, носивший то же имя, консул 191 года до н. э. Он первым получил прозвище Назика (Nasica — «остроносый»), закрепившееся за его потомками в качестве второго когномена. Публий-старший был сыном Гнея Корнелия Сципиона Кальва и соответственно двоюродным братом Публия Корнелия Сципиона Африканского. Его сыном и отцом Назики Серапиона был Публий Корнелий Сципион Назика Коркул, двукратный консул, женившийся на своей кузине Корнелии Старшей. Таким образом, Серапион был внуком Сципиона Африканского; его двоюродными братьями по крови были Тиберий и Гай Семпронии Гракхи, а двоюродным братом по усыновлению — Публий Корнелий Сципион Эмилиан (по крови этот нобиль тоже был родственником, но чуть более дальним — двоюродным дядей).

### Ранние годы
Определяя дату рождения Публия Корнелия, исследователи исходят из двух обстоятельств. Учитывая требования закона Виллия и дату консулата, Назика Серапион должен был родиться не позже 181 года до н. э. При этом, согласно Полибию, обе дочери Сципиона Африканского вышли замуж после смерти отца, то есть не раньше, чем в 183 году до н. э. Соответственно Публий родился в 182 или 181 году.
Первое упоминание в источниках о Назике Серапионе относится к 149 году до н. э., когда ещё был жив его отец. Предположительно в качестве военного трибуна Публий находился в армии Мания Манилия, высадившейся в Африке, чтобы начать войну против Карфагена. Пуны ещё надеялись окончить дело миром, а потому изъявляли готовность принять любые условия. Тогда консулы потребовали выдать всё оружие, а чтобы принять его, направили в Карфаген Назику и его кузена, Гнея Корнелия Сципиона Испанского. Эти посланцы вывезли из города в общей сложности 200 тысяч единиц доспехов и оружия, 2 тысячи катапульт и «бесконечное множество стрел и дротиков». Тем не менее вскоре началась война, закончившаяся через три года разрушением Карфагена.
Известно, что позже Публий Корнелий неудачно претендовал на эдилитет. Марк Туллий Цицерон называет Назику в числе выдающихся политиков, которые не смогли получить эту магистратуру (в их числе был и Гай Марий), а подробности рассказывает Валерий Максим. Согласно этому автору, во время избирательной кампании Публий Корнелий пожал руку одному селянину и, поскольку ладонь была крепкой и жёсткой от крестьянской работы, решил пошутить; он спросил, не на руках ли тот ходит. Эта шутка показалась как обладателю крепкой руки, так и большинству других представителей сельских триб, проявлением оскорбительного патрицианского высокомерия, и в результате Назика потерпел поражение на выборах. Дата этих событий неизвестна.
В соответствии с требованиями закона Виллия, Публий Корнелий должен был не позже 141 года до н. э. занимать должность претора. Аппиан упоминает некоего Корнелия, который «пошёл войной на пеонов»; «злополучный исход его похода внушил всем италийцам большой страх». Неизвестно, когда это происходило и о каком именно Корнелии идёт речь. Существует гипотеза, что именно Назика приблизительно в 141 году до н. э. управлял во время своей претуры Македонией и там потерпел поражение, причём не от пеонов, а от скордисков.
Примерно тогда же, около 141 года до н. э., умер отец Публия Корнелия. Назика-младший был избран на его место верховным понтификом; известно, что в этот момент он находился не в Риме и стал, таким образом, первым из тех, кого заочно выбрали на этот пост.

### Консулат
Публий Корнелий стал консулом в 138 году до н. э. Его коллегой был плебей Децим Юний Брут (впоследствии Каллаик). Немецкий антиковед Г. Симон предполагает, что у этих консулов были дружественные взаимоотношения, так что Назика мог без жребия уступить коллеге провинцию Дальняя Испания. Источники упоминают два конфликта между этими консулами и народными трибунами, причём неизвестно, какой из них произошёл раньше. Трибун Гай Куриаций предложил начать государственные закупки зерна, чтобы обеспечить плебс дешёвым продовольствием, но Назика выступил против. В своей речи перед народным собранием он сказал: «Молчите, квириты, я лучше знаю, что нужно на благо республики». Поводом для ещё одного конфликта стал воинский набор для очередной кампании в Испании: консулы проводили его со всей строгостью, подвергая уклонистов порке розгами и продавая их в рабство; Гай Куриаций и его коллега Секст Лициний потребовали, чтобы от службы освободили десять человек по их выбору, а получив отказ, подвергли консулов аресту. Таким образом, по словам антиковеда М. Моргана, трибуны «эксплуатировали и выражали всеобщее и глубокое недовольство требованиями набора».
Ставший врагом Назики Гай Куриаций дал ему в насмешку прозвище Серапион (Serapio). Основанием для этого стало внешнее сходство между Публием Корнелием и продавцом жертвенных животных (рабом или вольноотпущенником) с таким именем. Это прозвище, хотя и нанесло его обладателю обиду, всё же стало частью его родового имени.
К 138 году до н. э. относится резонансное дело об убийстве неких «известных людей» в Сильском лесу, что в Бруттии, основными подозреваемыми в котором стали арендаторы местной дегтярни. Назика и Брут по поручению сената провели расследование и судебные слушания по этому делу. Сначала защитником арендаторов был Гай Лелий, который вёл защиту «очень тщательно и изящно»; тем не менее консулы, выслушав его, постановили продолжить следствие. Тогда защита перешла к Сервию Сульпицию Гальбе, и он произнёс речь настолько энергично и убедительно, что судьи тут же оправдали обвиняемых при всеобщем одобрении.

### Борьба с Тиберием Гракхом
Уже в связи с консулатом исследователи называют Публия Корнелия убеждённым врагом плебса и лидером консервативной части сената. Соответственно он оказался во главе той части нобилитета, которая в 133 году до н. э. выступила против народного трибуна Тиберия Семпрония Гракха и его программы преобразований. Источники сообщают, что Назика ненавидел Тиберия несмотря на близкое родство (оба они были внуками Сципиона Африканского). Согласно Плутарху, причиной тому была угроза для обширных владений Назики, возникшая из-за планов аграрного передела. Но в историографии обращают внимание на старую семейную распрю: в 162 году до н. э. отец Назики Серапиона был вынужден досрочно сложить консульские полномочия из-за того, что отец Тиберия признал соответствующие выборы проведёнными неправильно. Кроме того, исследователи не могут отрицать наличие у Публия Корнелия идейных соображений.
Гракх инициировал наделение римской бедноты небольшими участками земли из ager publicus. Назика активно создавал через сенат препятствия для работы аграрной комиссии и протестовал против перехода в распоряжение римского народа наследства пергамского царя Аттала. Ситуация обострилась до предела летом 133 года до н. э., когда Гракх выдвинул свою кандидатуру в народные трибуны на следующий год и в связи с этим анонсировал целый ряд новых реформ.
Во время голосования, проходившего на Капитолийском холме, у храма Юпитера, начались беспорядки. Гракх не мог докричаться до своих сторонников, а потому приложил руку к голове: этот жест означал либо опасность, либо поручение согражданам охраны своей жизни. Сенаторам, которые в это время заседали неподалёку, в храме Весты, тут же сообщили, что трибун требует для себя царскую диадему. Тогда враги Гракха во главе с Назикой обратились к единственному находившемуся в Риме консулу Публию Муцию Сцеволе с призывом немедленно казнить Тиберия. Тот ответил, что не прибегнет к насилию первым; тогда Публий Корнелий объявил, что лично возглавит борьбу с узурпатором, и призвал всех сторонников Республики следовать за ним.

Сенат с принятым им решением отправился на Капитолий. Шествие возглавлял Корнелий Сципион Назика, верховный понтифик. Он громко кричал: «Кто хочет спасти отечество, пусть следует за мною». При этом Назика накинул на свою голову край тоги, для того ли, чтобы этою приметою привлечь большинство следовать за ним, или чтобы видели, что этим самым он как бы надел на себя шлем в знак предстоящей войны, или, наконец, чтобы скрыть от богов то, что он собирался сделать.
— Аппиан. Римская история, XIII, 16.
Слова, с которыми Назика обратился к противникам Гракха, представляли собой ритуальную фразу, использовавшуюся для военной мобилизации в чрезвычайных условиях. За Публием Корнелием последовала толпа сенаторов и их клиентов, которая набросилась на сторонников трибуна и начала избивать их дубинами и ножками от скамей. В общей сложности погибло более 300 человек; в их числе был и Тиберий Гракх, убитый Публием Сатуреем и Луцием Руфом. Позже существовало мнение, будто Гракха убил сам Назика. Тела погибших были сброшены в Тибр.
В дальнейшем Публий Корнелий участвовал в работе специальной комиссии, расследовавшей деятельность Тиберия и его сторонников. Согласно Плутарху, именно он, присутствуя при допросе Гая Блоссия из Кум и услышав, что тот выполнил бы любой приказ Гракха, спросил: «А что если бы Тиберий приказал тебе сжечь Капитолий?» На это был получен ответ: «Если бы он распорядился, я бы счёл для себя честью исполнить. Ибо Тиберий не отдал бы такого распоряжения, не будь оно на благо народу». Согласно Цицерону, вопрос о Капитолии был задан Гаем Лелием.

### Изгнание и смерть
В 132 году до н. э. Публий Корнелий сам стал объектом судебного преследования: гракханец Марк Фульвий Флакк обвинил его в убийствах римских граждан. Известно, что Флакк подверг Назику ряду оскорблений, а в судьи предложил, помимо всех прочих, Публия Муция Сцеволу. В это время Публий Корнелий оказался окружён всеобщей ненавистью: римляне «возмущенно кричали ему в лицо, что он проклятый преступник и тиран и что наиболее чтимый храм города он запятнал кровью трибуна — лица священного и неприкосновенного». Поэтому Назика решил уехать из Рима. Сенат предоставил ему статус «свободного легата» и отправил на Восток.
Предположительно Назика был в числе пяти легатов, которых упоминает Страбон в связи с восстанием Аристоника. Фактически такой отъезд был уходом в добровольное изгнание. У античных авторов были разные мнения о том, как Публий Корнелий воспринял случившееся: согласно Валерию Максиму, он провёл остаток жизни в Пергаме, «нисколько не сожалея о своей неблагодарной отчизне», а согласно Плуарху, он «тоскливо и бесславно скитался на чужбине». По-видимому, в том же году (132 до н. э.) он умер — в Пергаме или близ него. Известно, что местные жители не стали воздавать его телу подобающие почести.

## Интеллектуальные занятия
По словам Цицерона, поэт Луций Акций, рассказывая ему о лучших ораторах времён Тиберия Гракха, называл и Назику Серапиона. Последний «был в красноречии так же силён, как решителен во всех других делах».

## Потомки
У Публия Корнелия был сын того же имени, унаследовавший от отца прозвище Серапион. Он достиг консулата в 111 году до н. э. Последним представителем этого семейства стал внук Серапиона-младшего Квинт Цецилий Метелл Пий Сципион Назика, соратник и тесть Гнея Помпея Великого.

## Оценки личности и деятельности
Источники сообщают, что организованное Назикой Серапионом убийство Тиберия Гракха «разделило народ на две части». Представители сенатской партии сознательно демонизировали образ народного трибуна, чтобы оправдать Назику; Сципион Эмилиан считал, что убийство было совершено законно, в то время как Гай Семпроний Гракх заявил: «Мой брат был лучшим из людей, а его убийцы — худшими». К числу немногочисленных латинских авторов, вставших на сторону Гракхов, принадлежит Саллюстий, считавший, что братья «начали требовать свободы для простого народа и раскрывать преступления кучки людей», а потому и были убиты.
Рассказ о Публии Корнелии в латинских источниках восходит главным образом к традиции, враждебной Гракхам. Неоднократно о событиях 133 года до н. э. высказывался Цицерон, уверенный, что политическое убийство оправдано, если того требуют интересы республики. Он отнёс Тиберия Гракха к числу людей, «убитых по справедливости». По мнению Цицерона, Назика, убив трибуна, «послужил государству» не меньше, чем Сципион Эмилиан, когда взял Нуманцию и «освободил республику от тирании». Публия Корнелия называют в связи с убийством Тиберия «храбрейшим мужем», «великим и знаменитым» человеком, обладателем «доблести, проницательности и величия души», человеком, «заслужившим хвалу». В трактате «Тускуланские беседы» Назика изображён как «пример добродетели в действии».
Благодаря авторитету Цицерона в латинской литературе утвердились положительные оценки Назики и отрицательные — Гракха. Так, Валерий Максим пишет, что Публий Корнелий возглавил «лучших граждан и заставил Гракха и его преступных сторонников понести заслуженное наказание». Согласно Гаю Веллею Патеркулу, Назика презрел кровное родство во имя общественного блага; правда, с этого началась «эпоха гражданских кровопролитий и безнаказанных убийств». По мнению Луция Аннея Флора, Тиберий Гракх действовал противозаконно и превысил всякую меру, а потому и был убит.
Греческие историки Плутарх и Аппиан положительно оценивали деятельность Гракхов и соответственно осуждали их убийц — в том числе Назику Серапиона. Так, Аппиан называет убийство Тиберия «гнусным делом», с которого в Риме начались гражданские войны, а Плутарх приписывает Назике корыстные мотивы.
В целом биография Публия Корнелия была плохо известна уже римлянам I века до н. э. В этом отношении показателен тот факт, что правнук Публия Корнелия, Квинт Цецилий Метелл Пий Сципион, в 50 году до н. э. принял статую Сципиона Африканского за статую Назики Серапиона, несмотря на подпись «Цензор»: он не знал, что его прадед не избирался цензором.

## В культуре
Публий Корнелий — один из персонажей романа Милия Езерского «Гракхи». Кроме того, он действует в первом эпизоде («Революция») исторического сериала «Древний Рим: Расцвет и падение империи». Его играет Том Белл.